# Géjza Valent
Géjza Valent (Praga, 3 ottobre 1953 – 6 ottobre 2024) è stato un discobolo cecoslovacco.

## Biografia
In carriera vinse un bronzo ai Campionati mondiali di Helsinki 1983.

## Palmarès
| Anno | Manifestazione | Sede      | Evento           | Risultato | Misura  | Note |
| ---- | -------------- | --------- | ---------------- | --------- | ------- | ---- |
| 1983 | Mondiali       | Helsinki  | Lancio del disco | Bronzo    | 66,08 m |      |
| 1986 | Europei        | Stoccarda | Lancio del disco | 5º        | 65,00 m |      |
| 1987 | Mondiali       | Roma      | Lancio del disco | 9º        | 61,98 m |      |
| 1988 | Olimpiadi      | Seul      | Lancio del disco | 6º        | 65,80 m |      |
| 1990 | Europei        | Spalato   | Lancio del disco | 9º        | 60,30 m |      |